# Masahudu Alhassan
Masahudu Alhassan (Tarkwa, 1º dicembre 1992) è un calciatore ghanese, difensore dell'Atletico Pontinia.

## Biografia
Affidato ad una famiglia di Rimini, si è trasferito in Italia nel 2007 per motivi di studio; in Ghana non aveva mai praticato il calcio se non a livello amatoriale.

## Carriera

### Club
Aggregato dapprima alla giovanili del Rimini e poi a quelle del Genoa, è stato tesserato da quest'ultimo il 1º dicembre 2010 al raggiungimento della maggiore età, requisito necessario per il tesseramento di un calciatore straniero nel calcio professionistico. Ha disputato il Campionato Primavera 2010-2011 per poi essere aggregato in pianta stabile alla prima squadra a partire dalla stagione successiva. Esordisce in Serie A il 22 aprile 2012 in Genoa-Siena (1-4) della 34ª giornata.
Il 9 agosto 2012 il Novara annuncia di aver ottenuto il prestito del giocatore con diritto di riscatto della comproprietà. Nel gennaio 2013, nell'ambito della cessione di Antonio Floro Flores dall'Udinese al Genoa, Alhassan viene ceduto in comproprietà dalla squadra ligure a quella friulana, che lo lascia in prestito a Novara fino al termine della stagione 2012-2013.
Ritornato all'Udinese, il 5 agosto 2013 viene ceduto in prestito al Latina dove totalizza 43 presenze stagionali e una rete. Per la stagione 2014-2015 torna inizialmente a Udine, ma viene ceduto l'8 gennaio 2015 nuovamente al Latina Terminato il prestito ai laziali, il 31 luglio 2015 l'Udinese lo cede a titolo definitivo al Perugia, in Serie B. Svincolatosi dalla squadra umbra il 1º settembre 2017, trascorre dei periodi in prova prima al Carpi e Ascoli; il 26 gennaio 2018 viene tesserato dal Teuta, squadra di Durazzo militante in Kategoria Superiore.

### Nazionale
Con l'Under-20 ghanese ha preso parte a tre partite della Coppa delle Nazioni Africane Under-20 2011.
Ha ricevuto la prima convocazione ed ha fatto il suo esordio nella Nazionale maggiore in occasione dell'incontro amichevole contro la Nigeria dell'11 ottobre 2011 a Watford. Ha poi preso parte alla Coppa d'Africa 2012.

## Statistiche

### Presenze e reti nei club
Statistiche aggiornate al 10 marzo 2018.
| Stagione        | Squadra         | Campionato      | Campionato | Campionato | Coppe nazionali | Coppe nazionali | Coppe nazionali | Coppe europee | Coppe europee | Coppe europee | Altre coppe | Altre coppe | Altre coppe | Totale | Totale | Totale |
| Stagione        | Squadra         | Comp            | Pres       | Reti       | Comp            | Pres            | Reti            | Comp          | Pres          | Reti          | Comp        | Pres        | Reti        | Pres   | Reti   |        |
| --------------- | --------------- | --------------- | ---------- | ---------- | --------------- | --------------- | --------------- | ------------- | ------------- | ------------- | ----------- | ----------- | ----------- | ------ | ------ | ------ |
| 2011-2012       | Genoa           | A               | 4          | 0          | CI              | 0               | 0               | -             | -             | -             | -           | -           | -           | 4      | 0      |        |
| 2012-2013       | Novara          | B               | 18         | 1          | CI              | 2               | 0               | -             | -             | -             | -           | -           | -           | 20     | 1      |        |
| 2013-2014       | Latina          | B               | 38+4       | 1          | CI              | 1               | 0               | -             | -             | -             | -           | -           | -           | 43     | 1      |        |
| 2014-gen. 2015  | Udinese         | A               | -          | -          | CI              | -               | -               | -             | -             | -             | -           | -           | -           | -      | -      |        |
| gen.-giu. 2015  | Latina          | B               | 16         | 1          | CI              | -               | -               | -             | -             | -             | -           | -           | -           | 16     | 1      |        |
| Totale Latina   | Totale Latina   | Totale Latina   | 54+4       | 2          |                 | 1               | 0               |               | -             | -             |             | -           | -           | 59     | 2      |        |
| 2015-2016       | Perugia         | B               | 11         | 0          | CI              | 2               | 0               | -             | -             | -             | -           | -           | -           | 13     | 0      |        |
| 2016-2017       | Perugia         | B               | 3          | 0          | CI              | 2               | 0               | -             | -             | -             | -           | -           | -           | 5      | 0      |        |
| ago. 2017       | Perugia         | B               | 0          | 0          | CI              | 1               | 0               | -             | -             | -             | -           | -           | -           | 1      | 0      |        |
| Totale Perugia  | Totale Perugia  | Totale Perugia  | 14         | 0          |                 | 5               | 0               |               | -             | -             |             | -           | -           | 19     | 0      |        |
| gen.-giu. 2018  | Teuta           | KS              | 6          | 0          | CA              | 2               | 0               | -             | -             | -             | -           | -           | -           | 8      | 0      |        |
| Totale carriera | Totale carriera | Totale carriera | 96+4       | 3          |                 | 10              | 0               |               | -             | -             |             | -           | -           | 110    | 3      |        |

### Cronologia presenze e reti in nazionale
| Cronologia completa delle presenze e delle reti in nazionale ― Ghana | Cronologia completa delle presenze e delle reti in nazionale ― Ghana | Cronologia completa delle presenze e delle reti in nazionale ― Ghana | Cronologia completa delle presenze e delle reti in nazionale ― Ghana | Cronologia completa delle presenze e delle reti in nazionale ― Ghana | Cronologia completa delle presenze e delle reti in nazionale ― Ghana | Cronologia completa delle presenze e delle reti in nazionale ― Ghana | Cronologia completa delle presenze e delle reti in nazionale ― Ghana |
| Data                                                                 | Città                                                                | In casa                                                              | Risultato                                                            | Ospiti                                                               | Competizione                                                         | Reti                                                                 | Note                                                                 |
| -------------------------------------------------------------------- | -------------------------------------------------------------------- | -------------------------------------------------------------------- | -------------------------------------------------------------------- | -------------------------------------------------------------------- | -------------------------------------------------------------------- | -------------------------------------------------------------------- | -------------------------------------------------------------------- |
| 11-10-2011                                                           | Watford                                                              | Ghana                                                                | 0 – 0                                                                | Nigeria                                                              | Amichevole                                                           | -                                                                    |                                                                      |
| 15-11-2011                                                           | Parigi                                                               | Ghana                                                                | 2 – 1                                                                | Gabon                                                                | Amichevole                                                           | -                                                                    |                                                                      |
| 24-1-2012                                                            | Franceville                                                          | Ghana                                                                | 1 – 0                                                                | Botswana                                                             | Coppa d'Africa 2012 - 1º turno                                       | -                                                                    |                                                                      |
| 28-1-2012                                                            | Franceville                                                          | Ghana                                                                | 2 – 0                                                                | Mali                                                                 | Coppa d'Africa 2012 - 1º turno                                       | -                                                                    |                                                                      |
| 1-2-2012                                                             | Franceville                                                          | Ghana                                                                | 1 – 1                                                                | Guinea                                                               | Coppa d'Africa 2012 - 1º turno                                       | -                                                                    |                                                                      |
| 5-2-2012                                                             | Franceville                                                          | Ghana                                                                | 2 – 1 dts                                                            | Tunisia                                                              | Coppa d'Africa 2012 - Quarti di finale                               | -                                                                    |                                                                      |
| 29-2-2012                                                            | Filadelfia                                                           | Cile                                                                 | 1 – 1                                                                | Ghana                                                                | Amichevole                                                           | -                                                                    |                                                                      |
| Totale                                                               |                                                                      | Presenze                                                             | 7                                                                    |                                                                      | Reti                                                                 | 0                                                                    |                                                                      |

## Palmarès

### Club

#### Competizioni giovanili
- Supercoppa Primavera: 1

Genoa: 2010